# Handeloh
Handeloh là một đô thị thuộc huyện Harburg, bang Niedersachsen, Đức. Đô thị này có diện tích 26,91 km².